# Władysław Marmurowicz
Władysław Marmurowicz ps. „Onufry” (ur. 27 czerwca 1896 w Żydaczowie, zm. 8 lutego 1944 w Poznaniu) – major Wojska Polskiego II Rzeczypospolitej. 

## Życiorys
Urodził się w rodzinie kupieckiej jako syn Michała i Marii z domu Furyk. W latach 1909–1915 uczeń gimnazjum w Samborze i Stryju. Został powołany do armii austriackiej. Ukończył szkołę oficerską w Orawie. Na chorążego (niem. Fähnrich) rezerwy został awansowany ze starszeństwem z dniem 1 lipca 1917. W 1918 posiadał przydział do 33 pułku strzelców.
Później wstąpił do armii Józefa Hallera. W 1918 został awansowany na podporucznika. 1 czerwca 1921 pełnił służbę w 47 pułku piechoty Strzelców Kresowych, który 10 października tego roku został przemianowany na 6 pułk Strzelców Podhalańskich. 3 maja 1922 roku został zweryfikowany w stopniu porucznika ze starszeństwem z dniem 1 czerwca 1919 i 991. lokatą w korpusie oficerów piechoty, a jego oddziałem macierzystym był nadal 6 pułk Strzelców Podhalańskich. 3 maja 1926 został awansowany na kapitana ze starszeństwem z dniem 1 lipca 1925 i 74. lokatą w korpusie oficerów piechoty. W 1928 pełnił służbę w 75 pułku piechoty w Królewskiej Hucie (od 1934 roku – Chorzów). W latach 1932–1935 pełnił służbę w 3 pułku Strzelców Podhalańskich w Bielsku. Następnie pełnił służbę w Szkole Podoficerów Piechoty dla Małoletnich nr 3 w Nisku. Po ukończeniu 42 roku życia został przeniesiony do grupy administracyjnej korpusu oficerów administracji. W 1939 służył w Ośrodku Wyszkolenia Rezerw Piechoty w Różanie na stanowisku oficera żywnościowego. W czasie kampanii wrześniowej 1939 walczył na stanowisku kwatermistrza 115 pułku piechoty.
Od października 1939 działał w Krakowie oraz na Śląsku w Służbie Zwycięstwu Polski, a później w Związku Walki Zbrojnej. Wyznaczony został kwatermistrzem Śląskiego Okręgu ZWZ/AK. Następnie Komenda Główna Armii Krajowej delegowała Marmurowicza do Poznańskiego Okręgu AK na stanowisko kwatermistrza. Wtedy mieszkał w Ostrowie Wielkopolskim. Tam opracowywał plany zaopatrzenia materiałowego na okres odtwarzania sił zbrojnych oraz kierował działaniami kurierów utrzymujących łączność z bazą zaopatrzenia materiałowego kierowaną przez Henryka Kowalówkę w Warszawie. W 1942 roku został awansowany na majora. W październiku 1943 objął funkcję szefa sztabu Poznańskiego Okręgu AK. 29 stycznia 1944 został aresztowany w Ostrowie Wielkopolskim. Podczas śledztwa nie złożył żadnych zeznań. Więziony był w siedzibie Gestapo w Domu Żołnierza i Forcie VII w Poznaniu, gdzie zginął 8 lutego 1944.